# Kepler-62e
Kepler-62e és un exoplanetadel tipus súper-Terra descoberta en òrbita al voltant de l'estel Kepler-62, la segona més exterior del sistema planetari trobat per la Missió Kepler de la NASA. Va ser trobada utilitzant el mètode del trànsit, en el qual es mesuren les fluctuacions que un planeta causa en creuar davant la seva estrella des del punt de vista de la Terra. És molt probable que Kepler-62e sigui un planeta rocós a la part interior de la zona habitable de la seva estrella mare.
Donada l'edat del planeta (7 ± 4 bilions d'anys), el seu flux estel·lar (1,2 ± 0,2 vegades el de la Terra) i el seu radi (1,61 ± 0,05 R⊕), una composició rocosa (ferro - silicat) amb a més una possible quantitat substancial d'aigua és considerada possible. Un estudi de modelatge aprovat per The Astrophysical Journal indica que el planeta està probablement cobert completament per aigua.
Kepler-62e completa l'òrbita al voltant de la seva estrella mare cada 122 dies i és aproximadament un 60% més gran que la Terra.
- Comparació de la mida dels planetes Kepler-69c, Kepler-62e, Kepler-62f, i la Terra. Tots excepte la Terra són visions artístiques.